# حاملة الطائرات فئة إنفينسيبل

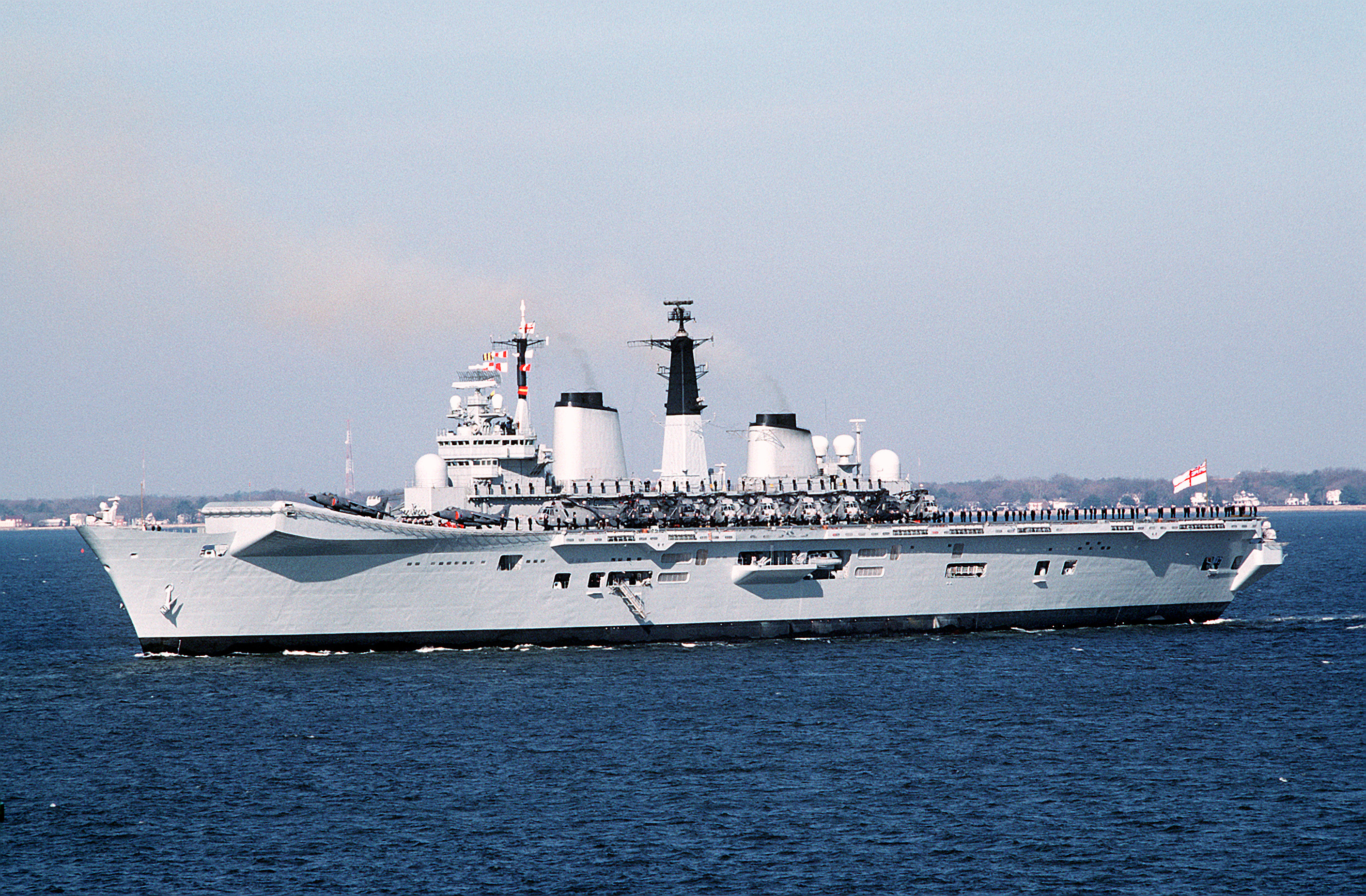
حاملة الطائرات إتش إم إس إنفينسيبل

حاملة الطائرات فئة إنفينسيبل (بالإنجليزية: Invincible class aircraft carrier)‏ بنيت أول حاملة من الفئة إنفينسيبل في حوض بناء فيكرز لبناء السفن . ودخلت الخدمة في يوليو 1980. وحملت اسم إتش إم إس إنفينسيبل. وحملت الحاملة الثانية الاسم إتش إم إس إليسترويس، والثالثة اسم إتش إم إس آرك الملكية؛ وبُنِيَتَا في حوض Swan Hunter، في عامَي 1982، 1985. تكلف الحاملات من هذه الفئة مهمة القيادة والسيطرة لمجموعة القتال البحري. وتوفر مدرجاً لإقلاع وهبوط طائرات الإقلاع الرأسي، والطائرات العمودية.
سلحت الحاملات الثلاث، في البداية، بنظام صواريخ سطح / جو، ذي القاذف المزدوج. ولكن، أزيل هذا النظام فيما بعد، لإطالة سطح الطيران، حتى يمكن الحاملة استقبال الطائرات من النوع هارير جي آر 7. حاملات الفئة مزودة بثلاثة نظم للدفاع المركزي، من النوع Phalanx MK – 15، إضافة إلى المدفع GAM B01 من العيار 20مم.
يمكن الحاملة استيعاب تسع طائرات من النوع Harrier GR – 7، أو Sea Harrier F/A2؛ وتسع طائرات عمودية من النوع Sea King HAS – 6، المجهزة لقتال الغواصات؛ وثلاث طائرات Sea King AEW – 2، المجهزة بنظم الإنذار والتحذير المبكر. وقد اختُبر هبوط وإقلاع الطائرة العمودية الحديثة Merlin HM1 على هذه الفئة من الحاملات، وستحل محل الطائرات الحالية، منذ عام 2005.
تتميز هذه الحاملات بسطح طيران، طوله 170 م، تنحرف مؤخرته إلى أعلى بزاوية مقدارها 12 درجة، لتساعد إقلاع الطائرات.
تستخدم الحاملات أربعة محركات من إنتاج شركة Rolls Royce من النوع التوربيني TM 3B، الذي يعمل بوقود البنزين.
- 1. بلد المنشأ: المملكة المتحدة.
- 2. الاستخدام: حاملة طائرات، تعمل كمركز قيادة لمجموعات القتال البحري.
- 3. الدول المستخدِمة: المملكة المتحدة.

## المواصفات العامة والفنية

### الأبعاد الخارجية
- الطول الكلي: 194 م.
- العرض الكلي: 33.6 م.
- طول سطح الطيران: 170 م.
- عرض سطح الطيران: 27.4 م.
- الغاطس: 8.7 م.

### الأوزان
- الحمولة الكاملة: 20.500 طن.

### الأداء
- السرعة القصوى: 50 كم / س.
- السرعة الاقتصادية: 32.5 كم / س.
- المدى 11.200 كم، عند السرعة الاقتصادية.

### القوة المحركة
- المحرك الرئيسي: TM 3B.
- النوع: توربيني.
- العدد: 4 أفراد.
- نوع الوقود: بنزين.
- القدرة: 97 ألف حصان لكلّ محرك.

### التسليح
- نظام الدفاع المركزي: Phalanx.
- العيار: 20 مم.
- العدد: 3.
- أو نظام الدفاع المركزي: Goal Keeper.
- العيار: 30 مم.
- العدد: 3.
- المدفع الثانوي: GAM-B01.
- العيار: 20 مم.
- العدد: 2.

### المستشعرات
- رادار قيادة النيران: BAE Type 909، يعمل في الحيز الترددي G/H.
- رادار البحث السطحي: BAE Type 996، يعمل في الحيز الترددي E /F.
- رادار البحث الجوي: BAE Type 1022، يعمل في الحيز الترددي D.
- رادار الملاحة: Hughes Type 1006، يعمل في الحيز الترددي I.
- نظام السونار: إيجابي / سلبي، من النوع Type 2016.

### الحرب الإلكترونية
- نظام الإعاقة: Type 675 / 20.
- نظام المعاونة الإلكترونية: UAT / 8 أو VAA / 2 .
- نظام إطلاق الرقائق المعدنية والمشاعل الحرارية: DLJ.

### القيادة والسيطرة والاتصالات
- نظام القيادة والسيطرة ADIMP.
- وصلات نقل المعلومات Link 14, Link 11, Link 10.
- اتصالات الأقمار الصناعية SCOT قادرة على نقل البيانات، بمعدل 2ميجا بت/ث.

### الطائرات
- الطائرة Harrier II GRV: 9 طائرات.
- الطائرة Harrier F/A2: 9 طائرات.
- الطائرة العمودية Sea King HAS 6: 9 طائرات.
- الطائرة العمودية Sea King AEW 2: 3 طائرات.
- طاقم الحاملة: 740 فرداً، من بينهم 60 ضابطاً.
- الطاقم الجوي: 430 فرداً، من بينهم 80 ضابطاً.